# Ruanes
Ruanes är en kommun i Spanien.   Den ligger i provinsen Provincia de Cáceres och regionen Extremadura, i den centrala delen av landet, 230 km sydväst om huvudstaden Madrid.